# Dorfkirche Eulau

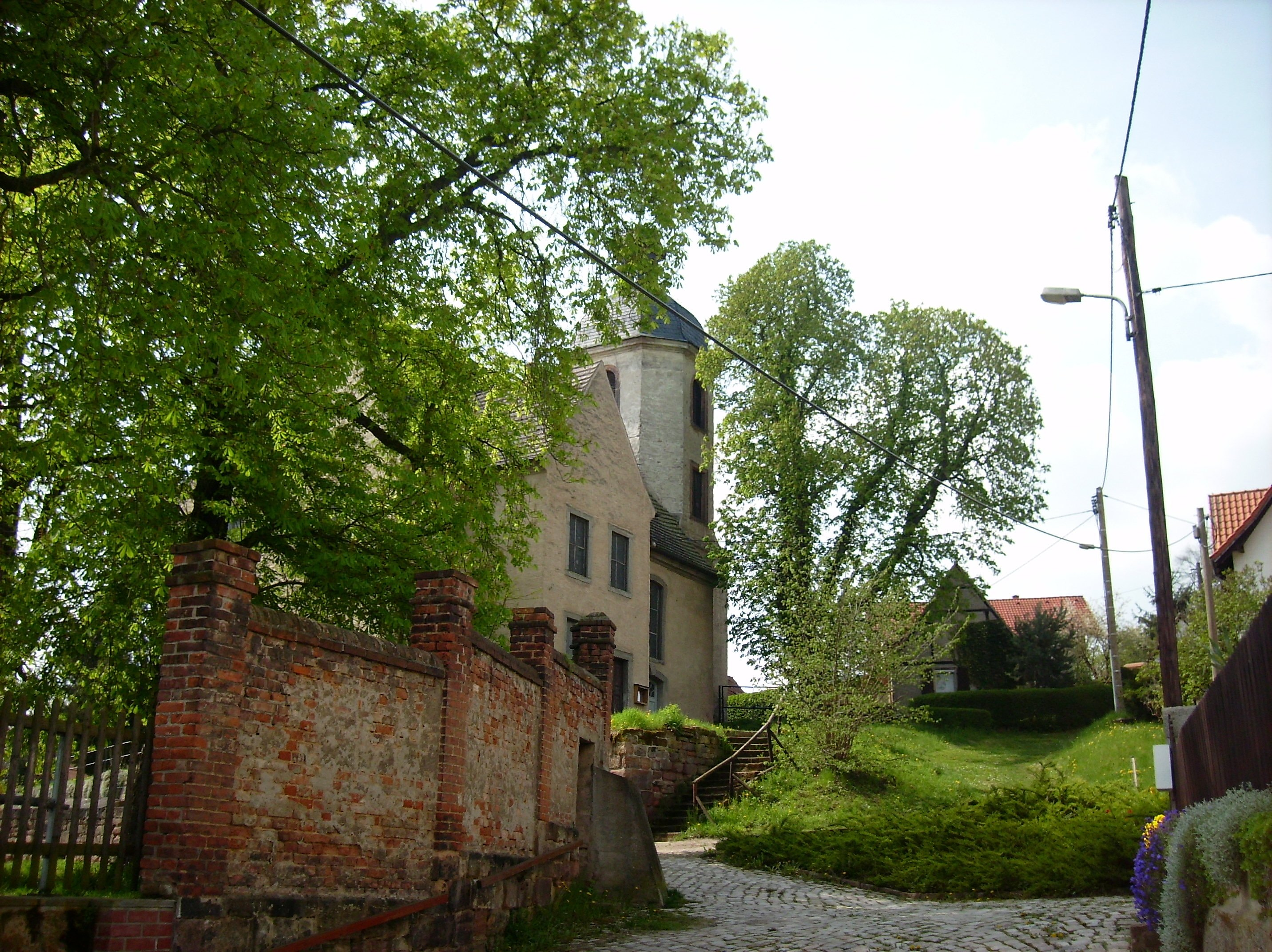
Die Kirche in Eulau

Die evangelische Dorfkirche Eulau befindet sich Eulau, einem Ortsteil der Stadt Naumburg (Saale) im Burgenlandkreis in Sachsen-Anhalt. Sie steht unter Denkmalschutz und ist mit der Erfassungsnummer 094 81302 im Denkmalverzeichnis des Landes registriert.

## Beschreibung

### Gebäude
Die Kirche besitzt einen barocken Saal und einen leicht querrechteckigen Westturm. Dessen Unterbau stammt möglicherweise noch aus dem Mittelalter. Das in eine achteckige Form übergehende Obergeschoss des Turms besitzt eine Schweifhaube mit Laterne. An der Nordseite des Gebäudes befindet sich ein Anbau für Sakristei und eine Herrschaftsloge.

### Innenraum und Ausstattung
Der Saal der Kirche besitzt eine hölzerne, gedrückte Tonnendecke. Diese wie auch der auf das Jahr 1717 datierte Kanzelaltar stammen vermutlich aus der Bauzeit. Der Altar besteht aus marmorierten korinthischen Holzsäulen und einem starken verkröpften Gebälk. Im unteren Teil sind die Freifiguren von Moses und Johannes dem Evangelisten zu sehen, im oberen Teil der auferstandene Christus sowie zwei Engel. Unter dem Korb befindet sich ein Gemälde des Abendmahls. Die Hufeisenempore mit Orgel ist doppelgeschossig. Die Kirche besitzt eine Holztaufe.